# Hvissinge
Hvissinge er en bydel i Storkøbenhavn, beliggende i Glostrup Kommune. Kommunen har 23.655 indbyggere  (2024). Oprindeligt lå landsbyen Hvissinge ca. 2 km nordøst for Glostrup by, men de to byområder voksede sammen i løbet af 1970'erne og udgør nu ét samlet beboelsesområde. Fra Hvissinge er der ca. 13 kilometer til København Centrum.
Nordvest for Hvissinge ligger Oxbjerget og nord for bydelen finder man Hvissingestenen.

## Etymologi
Navnet Hvissinge stammer sandsynligvis fra beboerne i området, som kaldtes "hvassinger" eller "hvissinger", hvilket kan betyde 'skarpe/hårde (hvasse) personer' eller 'personer, som bor ved mosen (vesen)'.
Stavemåden Hvessinge brugtes indtil 2010 officielt på kort fra Geodatastyrelsen (tidligere Kort- og Matrikelstyrelsen), idet det var den officielle stavemåde fastlagt af Stednavneudvalget under Kulturministeriet. Men Hvissinge har været det lokalt accepterede navn på skilte og bygninger (mindst) siden 1970'erne. Den 15. marts 2010 meddelte Stednavneudvalget imidlertid, at Kulturministeriet på baggrund af en anmodning fra Glostrup Kommune havde omautoriseret den officielle stavemåde til "Hvissinge".

## Historie
| Folketal for Hvissinge by |            |
| År                        | Indbyggere |
| 1787                      | 156        |
| 1801                      | 181        |
| 1834                      | 264        |
| 1840                      | 272        |
| 1850                      | 271        |
| 1855                      | 273        |
| 1860                      | 306        |
| 1880                      | 281        |
| 1945                      | 401        |

Arkæologiske fund har vist, at landsbyen Hvissinge er grundlagt i jernalderen, og beboerne levede formentlig af dyrkning af rug og byg. I 1682 bestod byen af 8 gårde og 12 huse uden jord. Det samlede dyrkede areal udgjorde 539,1 tønder land skyldsat til 104,50 tdr hartkorn. Driftsformen var trevangsbrug.
Hvissinge Skole oprettedes som rytterskole i 1722, og den fungerede i lang tid som skole for alle børn i Glostrup Sogn. Ved den første folketælling i 1787 boede der 156 indbyggere i landsbyen.
Langt op i det 20. århundrede var Hvissinge domineret af landbrug og gartnerier. Men siden 1970'erne har Hvissinge gennemgået en voldsom udvikling, og bydelen er i dag næsten fuldt udbygget som beboelsesområde.